# Hibiscus noli-tangere
Hibiscus noli-tangere är en malvaväxtart som beskrevs av Anthony G. Miller. Hibiscus noli-tangere ingår i Hibiskussläktet som ingår i familjen malvaväxter. Inga underarter finns listade i Catalogue of Life.